# Костин, Николай Фёдорович (политик)
Николай Фёдорович Костин (укр. Микола Федорович Костін, 1 октября 1939, Арбеньевка, Тамбовская область — 22 марта 2021, Винница, Украина) — украинский советский хозяйственный деятель, мэр Винницы (1991—1992).

## Биография
Родился в крестьянской семье в селе Арбеньевка, Мучкапский район Тамбовской области РСФСР (ныне — Российская Федерация).
В 1954 году окончил местную 7-классную школу. Переехал в Киев, где учился в профессионально-техническом училище и в 1958 году получил специальность техника-механика.
В 1962 году поступил в Днепропетровский химико-технологический институт, но позже был переведён в Винницкий филиал КПИ. Также учился в политехническом институте в Харькове. Полное высшее образование получил в 1978 году на факультете экономики Киевского торгово-экономического института, по специальности экономист.
В 1958 году был направлен в Винницу, где начал работать на винницком кирпичном заводе № 22-23 мастером. В 1958—1961 годах служил в рядах советской армии. Поочередно работал слесарем, инженером на различных предприятиях Винницы, в частности на Винницком заводе радиотехнического оборудования.
Был инженером-технологом, заместителем генерального директора регионального производственного объединения строительных материалов. С июля 1982 года — глава Исполнительного комитета Ленинского районного совета Народных депутатов Винницы, впоследствии первый секретарь[чего?] Ленинского района (1989) и глава (1990).
Характеризовался как стремившийся к знаниям, постоянному самосовершенствованию, требовательный, ответственный за дело, энергичный работник.
В январе 1991 года занял пост мэра Винницы, избранный демократически общим голосованием жителей. В июне 1991 года им было подписано официальное соглашение с британским городом Петерборо, который стал городом-побратимом Винницы.
По состоянию здоровья в мае 1992 года добровольно сложил полномочия мэра. Впоследствии был депутатом Винницкого городского совета восемь созывов.
В период 1992—2000 годов был первым руководителем недавно созданного Винницкого областного отделения пенсионного фонда Украины. В годы работы он получил высокий авторитет компетентного, опытного, мудрого лидера и искреннего патриота своего государства.
Николай Костин был награжден рядом государственных и городских наград, включая медали «За трудовую доблесть» (1971), «Ветеран труда» (1984), «За значительный вклад в развитие города» (2009) и почётный знак мэра (2019).
Винница стала родным городом для Николая Костина. В 1962 году он женился, у супругов Николая Фёдоровича и Лидии Григорьевны родился сын Игорь, в будущем он станет военным, а в 1969 году — дочь Ирина, которая станет учителем. Впоследствии семья пополнилась пятью внуками.
В молодые годы Костин был активным участником игр КВН в Виннице и автором ряда поэтических произведений, в частности гимна футбольной команды «Нива» (Винница). На пенсии стал литератором, писал стихи
22 марта 2021 года умер в Виннице от осложнений, вызванных заболеванием коронавирусом.